# 오승준 (야구인)
오승준(1982년 8월 6일 ~)은 대한민국의 전 야구 선수다.

## 출신 학교
- 서울중평초등학교
- 청량중학교 (서울)
- 신일고등학교

## 등번호
- 29 (2001)
- 49 (2002-2003)
- 47 (2004)
- 34 (2007)